# Griffin Newman
Griffin Newman (* 19. Februar 1989 in Greenwich Village, New York, als Griffin Claude Beresford Dauphin Newman) ist ein US-amerikanischer Schauspieler.

## Leben
Newman wuchs in Greenwich Village, einem Stadtteil von Manhattan, auf. Er ist der Sohn der Schauspielerin Antonia Beresford Dauphin und des Produzenten Peter Ross Newman, sein jüngerer Bruder James ist ebenfalls Schauspieler. Sein Großvater war der Schauspieler Claude Dauphin. Newmann begann 2007 ein Studium am California Institute of the Arts, brach dieses jedoch ab mit der Absicht Schauspieler zu werden.
Seine erste größere Rolle hatte er in dem Spielfilm The Treatment. Danach folgten Auftritte in Spielfilmen und Fernsehserien wie Blue Bloods – Crime Scene New York oder Law & Order: Special Victims Unit, beide 2011. Größere Bekanntheit erlangte er durch die HBO-Serie Vinyl sowie mit einer der Hauptrollen in der Comedyserie The Tick die über Amazon Video veröffentlicht wird.
Seit 2015 betreibt er den Podcast Blank Check with Griffin & David.

## Filmografie (Auswahl)
- 2006: The Treatment
- 2013: Beneath
- 2013: Night Moves
- 2014: Draft Day
- 2014: Free The Nipple
- 2015: Naomi & Ely – Die Liebe, die Freundschaft und alles dazwischen (Naomi and Ely’s No Kiss List)
- 2016: The Tick
- 2019: A Rainy Day in New York
- seit 2021: Masters of the Universe – Revelation (Sprechrolle)
- 2022: Harley Quinn (Sprechrolle)
- 2023: Scott Pilgrim hebt ab (Scott Pilgrim Takes Off) (Sprechrolle)
- 2024: Pavements
- 2024: Turn Me On